# Wilhelm Rust
Wilhelm Rust (ur. 15 sierpnia 1822 w Dessau, zm. 2 maja 1892 w Lipsku) – niemiecki kompozytor, wydawca, pianista, organista i pedagog.

## Życiorys
Był wnukiem kompozytora Friedricha Wilhelma Rusta. Uczył się gry na organach i fortepianie u wuja, Wilhelma Karla Rusta, następnie był uczniem Friedricha Schneidera. Od 1849 do 1878 roku przebywał w Berlinie, gdzie 
był organistą w kościele św. Łukasza (od 1861), kierownikiem Bach-Verein (1862–1875) oraz wykładowcą w Konserwatorium Sterna (od 1870). W 1864 roku otrzymał tytuł dyrektora muzycznego pruskiego dworu królewskiego. W 1878 roku wyjechał do Lipska, gdzie objął funkcję organisty w kościele św. Tomasza i posadę wykładowcy w lipskim konserwatorium. Od 1880 roku był także kantorem Thomasschule.
Był autorem utworów na fortepian i organy oraz polifonicznych pieśni religijnych. Zajmował się wydaniem dzieł muzycznych Johanna Sebastiana Bacha, pod jego auspicjami ukazało się 26 tomów J.S. Bachs Werke (Lipsk 1855–1881).